# Älvdalen HC
Älvdalen HC är en ishockeyklubb från Älvdalen. Den bildades 1937 som IK Björnen, och är Dalarnas näst äldsta ishockeyklubb. Den 26 februari 1937 mötte man Mora IK i den första ishockeymatchen i Dalarna. Klubben har huvudsakligen spelat i Division 3/Hockeytrean med undantag för tre säsonger i division II 1996/97 samt 2013-15.